# Chó săn Serbia tam thể
Chó săn Serbia tam thể (tiếng Anh: Serbian Tricolour Hound, tiếng Serbia: српски тробојни гонич/srpski trobojni gonič or тробојац/trobojac) là một giống chó săn. Trước đây, giống chó này được gọi là Chó săn Nam Tư tam thể (Yugoslavian Tricolour Hound), cái tên được thay đổi sau khi Giải tán Nam Tư vào năm 1991. Giống này lần đầu tiên được trưng bày tại triển lãm vào năm 1950. Tại một thời điểm nó được coi là một biến thể của Chó săn Serbia, nhưng được công nhận là giống riêng biệt vào năm 1961 bởi Liên minh nghiên cứu chó quốc tế (FCI).
Chó săn Serbia tam thể là một scenthound kích thước trung bình được nuôi như một con chó săn chạy tự do. Nó được sử dụng để săn lợn hoang hoặc heo rừng và các động vật ớn khác cũng như thỏ rừng và cáo.

## Lịch sử
Chó săn Serbia tam thể là một trong những giống chó scenthound ã từng tồn tại ở vùng Balkan trong một thời gian dài. Trong nhiều năm, giống chó này được coi là các giống chó scenthound Serbia khác, nhưng vào năm 1946, giống này bị loại bỏ và trở thành một giống chó riêng biệt. Liên minh nghiên cứu chó quốc tế (FCI) đã công nhận giống vào năm 1961. dưới cái tên Yugoslavian Tricolour Hound.
Ngày nay, Chó săn Serbia tam thể vẫn còn phổ biến ở xứ sở của Serbia, mặc dù hầu như không được nhìn thấy ngoài biên giới của nó.

## Tiêu chuẩn
Nguông gốc: Serbia
Chiều cao (ở vai): Đực: 45–55 cm/18–22 in; Cái: 44–54 cm/17½–21½ in
Nặng: 44–55 lb/20–25 kg
Bộ lông: Lông ngắn, dồi dào, lấp lánh và hơi dày, nằm trên khắp cơ thể. Lớp lông được phát triển khá tốt. Lông dài hơn một chút ở phía sau đùi và mặt dưới của đuôi.
Màu: Bộ lông cơ sở có màu đỏ đậm hoặc màu đỏ cáo với một lớp lông màu đen. Điểm màu trắng trên đầu, trải dài xuống mõm, tạo thành một cổ áo hoàn chỉnh hoặc một phần bên dưới và quanh cổ.
Dấu: Một dấu màu trắng trên ngực có thể kéo dài đến tận đỉnh đầu của xương ức, chạm vào bụng và bên trong chân. Đầu đuôi có thể trắng.
Tuổi thọ: trung bình 12 năm.
Một con chó cỡ trung bình với đầu hơi tròn và mõm ngắn. Mũi phát triển tốt và màu đen. Đôi mắt hình quả hạnh có kích thước trung bình và thích hợp càng tối càng tốt. Đôi tai dài trung bình, treo gần gò má. Cổ hơi cong. Thân hình chữ nhật có một đường thẳng trên cùng và lưng chắc khỏe. Chân trước khỏe, thẳng, cơ bắp và song song với vai cơ bắp và rắn chắc. Chân sau mạnh mẽ, thẳng và song song với đùi mạnh mẽ và mạnh mẽ.

## Tập tính
Chó săn Serbia tam thể là một giống chó yêu thương, sinh động và tận tụy, hoàn toàn trung thành với chủ nhân của nó. Bản chất tử tế và đáng tin cậy của nó đã giúp nó trở nên phổ biến cả trong nhà và trong lĩnh vực mà sự kiên trì của nó trong cuộc săn lùng được ngưỡng mộ rất nhiều.